# Schiffswerftkäfer

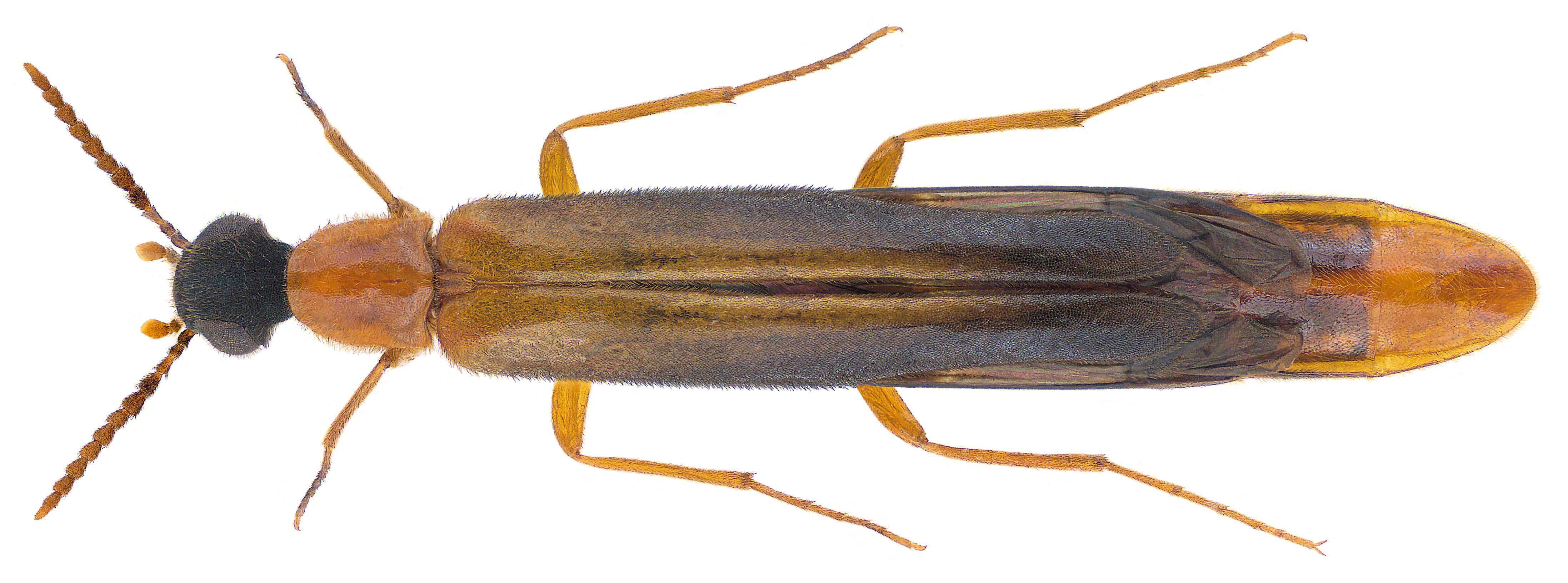
Präparat

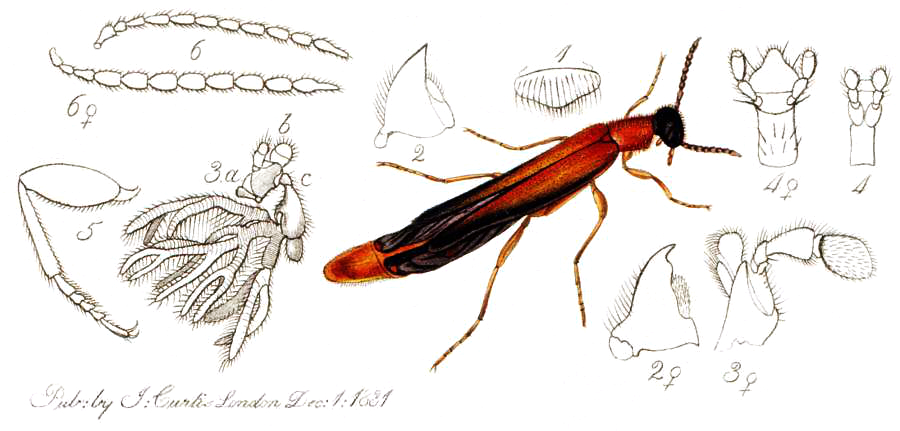

Der Schiffswerftkäfer (Lymexylon navale) ist ein Käfer aus der Familie der Werftkäfer (Lymexylidae). Ihren Namen haben sie von ihrem Fundort, einer Schiffswerft nahe Göteborg, in der Carl von Linné die Tiere auf einem Eichenstapel fand. Der wissenschaftliche Name, ein Kunstwort aus altgriechisch λύμη lymē „Schaden, Beschädigung, Verderben“ und ξύλον xylon „Holz“ durch Juxtaposition, bedeutet also „Holzschädling“.

## Merkmale
Die Käfer werden 7 bis 16 Millimeter lang und haben einen rötlich orange gefärbten, langgestreckten Körper. Die Männchen haben schwarze Deckflügel, die der Weibchen sind entweder komplett orangefarben oder nur an den Flügelspitzen dunkel. Ihre Deckflügel bedecken einen Teil des Hinterleibs nicht. Die Männchen haben eigenartig geformte Maxillarpalpen (Kiefertaster), deren drittes Glied aus einem großen Auswuchs mit vielen langen Seitenästen besteht, die mit ihren zahlreichen Sinneshaaren zur Auffindung der Weibchen dienen sollen.

## Vorkommen
Die Tiere sind in ganz Europa vorkommend und befallen Laubbäume, besonders Eichen, von deren Holz sich die Larven ernähren.

## Lebensweise
Die Käfer fliegen von Ende Mai bis Juli, wobei sie besonders zur heißesten Stunde am Nachmittag zu finden sind.

## Entwicklung
Die Weibchen legen 5 bis 15 Stück ihrer Eier auf die Rinde und in Risse von Stöcken und liegenden Stämmen, seltener aber auch von kranken Bäumen. Die daraus schlüpfenden Larven bohren anfangs sehr feine Gänge in das Holz, diese werden dann entsprechend dem Wachstum der Tiere größer. Sie verlaufen zum Teil geradlinig Richtung Stammmitte, wobei das Bohrmehl nicht wie bei den Sägehörnigen Werftkäfern (Hylecoetus dermestoides) ausgeworfen wird, sondern in der Röhre zurückbleibt. Mit ihrem verdickten Hinterleib stopfen die Larven das Mehl hinter sich fest zusammen. Diese Blase unterscheidet sie auch von den Larven der Sägehörnigen Werftkäfer, deren Larven spitz zulaufende Hinterleibe haben. Die Larven der Schiffswerftkäfer ernähren sich auch nicht von Pilzen, wie diese, sondern vom Holz selbst. Gegen Ende ihrer Entwicklung bohren sie sich parallel zum ersten Gang einen Gang in Richtung Oberfläche. Manchmal werden auch zusätzliche seitliche Gänge angelegt. Insgesamt können die Gänge bis zu zwei Meter lang werden. Die Verpuppung erfolgt am Einbohrloch nach einem oder zwei Jahren, wobei die Ausfluglöcher 1,5 bis 2,5 Millimeter im Durchmesser messen.

### Einzelnachweis
1. ↑  Sigmund Schenkling: Erklärung der wissenschaftlichen Käfernamen aus Reitterʼs Fauna Germanica. K. G. Lutz, Stuttgart 1917 (Digitalisat bei Zeno.org., „Lymēxylon“ hervorgehoben).

## Anmerkung
1. ↑  „Schiffswerft“ ist zwar pleonastisch, im deutschen Artnamen aber durchaus akzeptabel.